# Heterochelus manowanus
Heterochelus manowanus är en skalbaggsart som beskrevs av Moser 1918. Heterochelus manowanus ingår i släktet Heterochelus och familjen Melolonthidae. Inga underarter finns listade i Catalogue of Life.